# Radis noir
Raphanus sativus var. niger
Pour les articles homonymes, voir Radis et Raifort.
Variété
Classification phylogénétique
Le radis noir, ou radis d'Espagne, radis d'hiver, raifort des Parisiens, raifort cultivé (Raphanus sativus var. niger (Mill.) J.Kern.), est une variété de plante à fleurs de la famille des brassicacées à racine pivotante, utilisée dans l'alimentation humaine et en phytothérapie.

## Description
Le radis noir est une plante herbacée qui présente des tiges florales très ramifiées, pouvant atteindre une hauteur de 60 à 80 cm. Ses feuilles sont velues. Sa racine pivotante peut mesurer jusqu'à 20 cm.

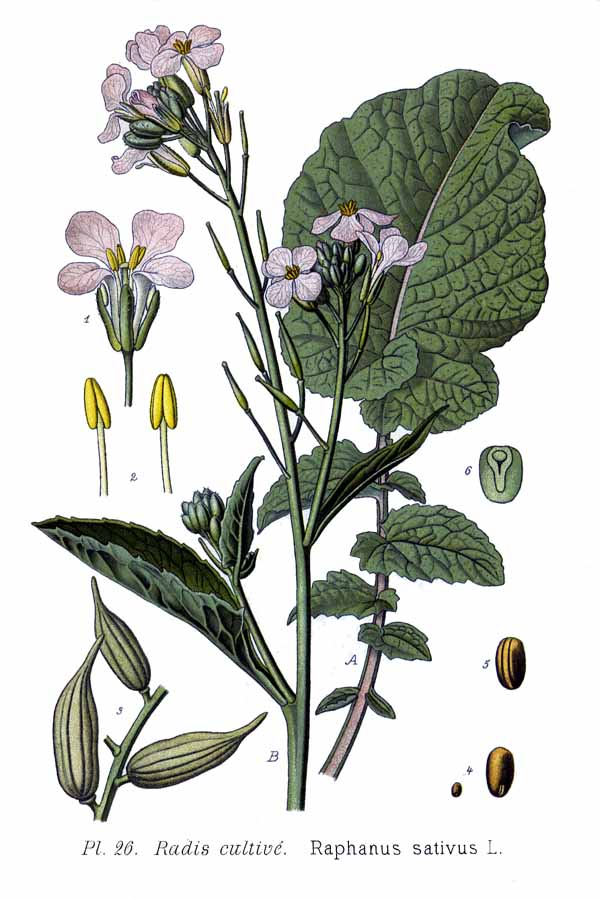
Radis cultivé.

## Variétés
Trois variétés sont inscrites au catalogue français :
- Noir gros long d'hiver de Paris
- Noir gros rond d'hiver
- Noir long maraîcher (ou Noir long poids d'horloge)

## Culture
Le radis noir se cultive, comme toutes les plantes pivotantes, uniquement par semis, pratiqués de mai à début août, et se récolte deux mois après. Comme les autres radis, il est d'autant plus fort qu'il a manqué d'eau[réf. nécessaire].

## Utilisation

### Composition
Le radis noir est riche en isothiocyanates et en glucosinolates. L'étude de ses effets sur le cancer est directement liée aux études des propriétés anti-carcinogènes et anti-mutagènes de cette dernière molécule. Il contient par ailleurs de la raphanine qui possède une propriété antiseptique et antibactérienne, ainsi que de la vitamine C (10-114 mg/100 g) et du potassium (300-554 mg/100 g).

### Alimentation et phytothérapie
En raison de sa teneur importante en glucides 11 g/100 g, le radis noir est assez calorique pour un légume : 58 kcal/100 g. Il se consomme cru, pelé et coupé en lamelles ou râpé.
Le jus peut être extrait pour des préparations en phytothérapie. Il est commercialisé sous forme d'ampoules ou de gélules.
Le radis noir a des effets cholagogues : il est prescrit en cas de troubles biliaires. Il ne doit toutefois pas être utilisé en cas de calculs biliaires installés.
Apéritif et diurétique, sa consommation serait réputée bénéfique pour les échanges métaboliques, le foie, les poumons et la vessie.